# Arón Gurévich
Arón Yákovlevich Gurévich (también escrito como Aarón Guriévich, en ruso: Арон Яковлевич Гуревич, 12 de mayo de 1924, Moscú – 5 de agosto de 2006, Moscú), fue un importante historiador ruso conocido por sus trabajos sobre la cultura y el individuo medievales.

## Trayectoria
Arón Gurévich nació en Moscú en el seno de una vieja familia ruso-judía. Tras su formación secundaria, inició estudios de historia en la Universidad Estatal de Moscú, licenciándose en 1946. Cuatro años después, defendió un gran trabajo medievalista: Campesinos del sur de Inglaterra durante el periodo prenormando. Fue nombrado lector en Kalinin (hoy, Tver). Luego, tras redactar una tesis sobre los normandos entre los siglos IX y XII (la primera realizada en su país), fue nombrado profesor de esa universidad en 1963.
En 1966, Gurévich se incorporó al Instituto de Filosofía de Moscú, empezando a desarrollar una importante labor de revisión historiográfica. Para ello, contó con el apoyo directo de Jacques Le Goff y Georges Duby, hasta el punto de que él mismo se consideraba miembro de la Escuela de Annales. Pero asimismo fue influido por el crítico cultural y literario Mijaíl Bajtín, uno de los mayores humanistas rusos del siglo XX.
En 1969, con la publicación de Problemas sobre los orígenes del feudalismo en Europa Occidental, planteó dudas en la debatida teoría de los orígenes del feudalismo, tal y como se escribía en la historiografía oficial soviética, al ofrecer una visión total de esa cultura: ideas de los hombres sobre la tierra, sistema de dones e intercambios, ritos, etc. Hasta 1992, Gurévich trabajó en el Instituto de Historia de Moscú, aunque salió al extranjero dos años, 1989-1991, gracias a la Perestroika. Y en 1993 encabezó el Instituto de Historia Mundial de la Universidad de Moscú. Murió sobrepasados los ochenta años, cuando era reconocido ya en todo el mundo.
Para él, el conocimiento histórico es ante todo un diálogo intercultural, como él supo hacer a lo largo de su vida. Ha publicado numerosas obras de historial social y cultural, así como libros metodológicos de su especialidad, muchos de ellos traducidos.

## Obras
- Las categorías de la cultura medieval, Madrid, Taurus, 1990 (or. 1972 y 1984). Traducido a ocho idiomas
- Medieval Popular Culture: Problems of Belief and Perception, Cambridge, Cambridge University Press, 1990.
- Historical Anthropology of the Middle Ages], Chicago, University of Chicago Press, 1993, ed. por J. Howlett.
- Los orígenes del individualismo europeo, Barcelona, Crítica, 1997 (or. 1994). de la colección sobre Europa dirigida por Le Goff.